# パックハイ郡
座標: 北緯14度27分30秒 東経100度22分12秒 / 北緯14.45833度 東経100.37000度
パックハイ郡（パックハイぐん）はタイ、アユタヤ県の郡（アムプー）の一つ。

## 歴史
郡はもともとクウェーン・セーナーヤイと呼ばれる地域であり、1895年に創設された。1899年タムボン・パックハイ、ムー4に庁舎を移転。1917年に現在の郡名「パックハイ」に改称し、郡に昇格した。
パックハイの名はアユタヤ王朝の詩聖スントーン・プーのニラート（紀行詩）「ニラート・スパン」にこのパックハイと名づけられた村に関する記述がある。語の綴りは違うが、湿地に生える草の一種である。

## 地理
隣接する郡は北から時計回りに、アーントーン県ウィセートチャイチャーン郡、パーモーク郡、アユタヤ県バーンバーン郡、セーナー郡、バーンサーイ郡、スパンブリー県バーンプラーマー郡、ムアンスパンブリー郡。
郡内の主要な河川はノーイ川。

## 行政区分
郡内には16のタムボンがあり、さらにその下位に128の村（ムーバーン）がある。2つの自治体（テーサバーン）が設置されており、以下のようになっている。
- テーサバーンタムボン・パックハイ・・・タムボン・タールアの全体
- テーサバーンタムボン・ラートチャドー（เทศบาลตำบลลาดชะโด）・・・タムボン・チャムパーとタムボン・タールワンの一部

また、郡内には16のタムボンが設置されている。以下は郡内のタムボンの一覧である。
1. タムボン・パックハイ・・・ตำบลผักไห่
2. タムボン・アマリ・・・ตำบลอมฤต
3. タムボン・ケー・・・ตำบลบ้านแค
4. タムボン・ナームケム・・・ตำบลลาดน้ำเค็ม
5. タムボン・ターラーン・・・ตำบลตาลาน
6. タムボン・ターディンデーン・・・ตำบลท่าดินแดง
7. タムボン・ドーンラーン・・・ตำบลดอนลาน
8. タムボン・ナークー・・・ตำบลนาคู
9. タムボン・クディー・・・ตำบลกุฎี
10. タムボン・ラムタキアン・・・ตำบลลำตะเคียน
11. タムボン・コークチャーン・・・ตำบลโคกช้าง
12. タムボン・チャッカラート・・・ตำบลจักราช
13. タムボン・ノーンナームヤイ・・・ตำบลหนองน้ำใหญ่
14. タムボン・ラートチット・・・ตำบลลาดชิด
15. タムボン・ナーコーク・・・ตำบลหน้าโคก
16. タムボン・バーンヤイ・・・ตำบลบ้านใหญ่